# 段戸高原県立自然公園
段戸高原県立自然公園（だんどこうげんけんりつしぜんこうえん）は、愛知県にある総面積3,781haの県立自然公園である。

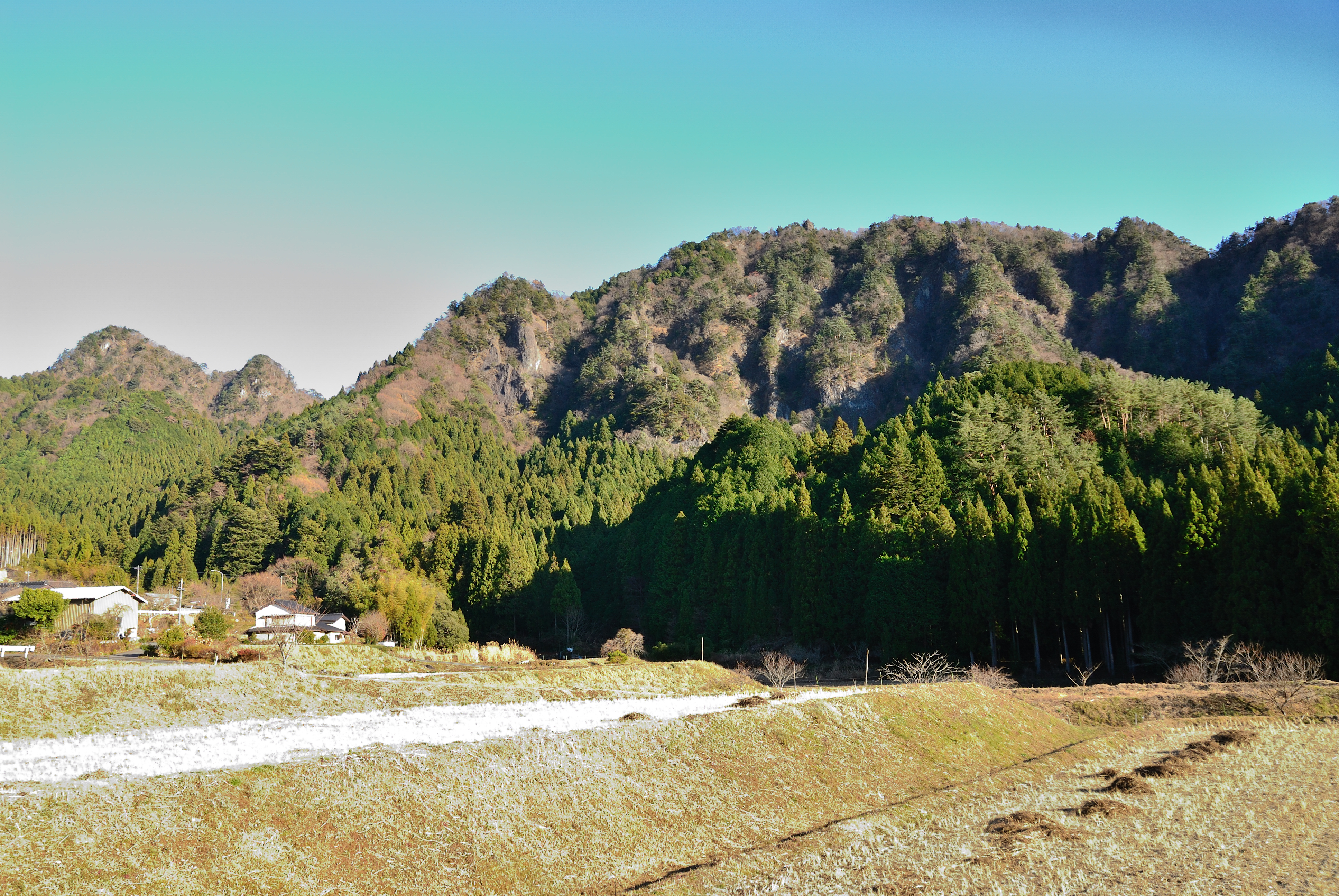
岩古谷山

## 沿革
- 1969年3月14日 愛知県の県立自然公園として指定。

## 概要
段戸高原県立自然公園は、主峰である段戸山に連なる標高1000m級の高原地帯にある。段戸山には出来山寧・比曽岳・筈ヶ岳・鷹ノ巣山・寒狭山などの山々が連なり山岳景観を呈す自然公園である。当県立自然公園は、愛知高原国定公園に接する、南北約50km、東西約60kmに亘る奥三河の山岳地帯を形成している。主峰段戸山塊は東西南北の四方にほぼ14kmの尾根が延びている。段戸裏谷の原生林では、湿地の植物や小動物、樹齢200年以上のブナ、ミズナラ、モミ等の巨木を観察することができる。

## 区域
- 設楽町の一部

## 主要利用地区
- 段戸山
- 段戸山原生林
- 段戸山裏谷高原